# Day of Defeat: Source
Day of Defeat: Source (DoD: Source или DoD:S) — обновлённая версия компьютерной игры Day of Defeat, созданная на движке Source. Переиздание сделано по принципу, схожему с Counter-Strike: Source (в частности, была серьёзно улучшена графика, детализация объектов и текстур).

## Игровой процесс
В Day of Defeat упор сделан на командную тактику. Играя за любой из шести различных классов, игроки взаимодействуют друг с другом, используя встроенную систему связи, для координации атак и обороны. Имея на вооружении уникальное оружие, каждый класс отыгрывает свою роль для достижения успеха командой. Целью игры является захват всех точек контроля на карте, уничтожение всех вражеских объектов или комбинированные задачи. Подключившись к игре, участник выбирает между двумя воюющими сторонами — вермахтом и союзниками — и шестью классами. У каждой команды есть фиксированная зона появления, на территории которой игроки возрождаются после смерти. В случае летального исхода, каждый игрок становится частью «Подкрепления», из которого он может наблюдать за сражением, но не может повлиять на его исход. Первый убитый игрок инициирует таймер подкреплений. Все остальные убитые игроки привязываются к этому таймеру и после его истечения, одновременно возвращаются в бой.

### Карты и режимы

#### Контроль над территорией
Для победы в раунде команда должна захватить и удерживать одновременно все флаги, расположенные на карте. Для захвата некоторых флагов достаточно просто пробежать по ним; другие флаги требуют нахождения игрока рядом с ними в течение определённого времени; третьи — одновременного присутствия несколько игроков.

#### Уничтожение объектов
Для победы нужно взорвать или, наоборот, защитить все обозначенные объекты (танки, зенитки и др.), иногда за определённое время. Уничтожать объекты нужно с помощью зарядов взрывчатки, который подбирается на карте (каждый солдат может нести только один заряд). Для уничтожения некоторых объектов требуется несколько зарядов.

### Классы
| Стрелок (Rifleman)          | Наиболее эффективен на дальних расстояниях, но менее пригоден для ближнего боя. Мощная немецкая винтовка K98k использует ручную перезарядку, в то время как менее опасный американский карабин M1 Garand является полуавтоматическим. | - Дальнобойное оружие для точных выстрелов - Дальнобойные винтовочные гранаты - Дополнительная атака: Вид через мушку и целик для большей точности прицеливания |
| Штурмовик (Assault)         | Максимально эффективен в ближнем бою и в движении. Он может обеспечить дымовое прикрытие при атаке укреплённых позиций снайперов или пулемётчиков.                                                                                    | - Оружие ближнего боя для атак - Низкая убойная сила и отдача, полностью автоматическое оружие низкой точности - Дополнительная атака: Удар кулаком - Две гранаты: дымовая и осколочная |
| Поддержка (Support)         | Универсальный класс, вооружённый автоматическим оружием с двумя режимами стрельбы и двумя гранатами. | - Оружие средней дальности для обеспечения прикрытия - Средняя мощность и отдача, полностью автоматическое оружие средней точности - Дополнительная атака: Полуавтоматический огонь для большей точности |
| Снайпер (Sniper)            | Крайне эффективен на дальних расстояниях; идеален для уничтожения вражеских пулемётчиков. | - Дальнобойное, мощное оружие для точных выстрелов - Точное оружие в режиме прицела, низкая точность без прицела - Дополнительная атака: Оптический прицел |
| Пулемётчик (Machine Gunner) | Может эффективно простреливать значительное пространство, но остаётся уязвим для атак с флангов. | - Дальнобойное оружие для защиты - Мощное и точное при установленных сошках, неконтролируемое без сошек. Немецкий MG42 обладает большей скорострельностью, но может перегреться. Американский .30 cal не перегревается, но имеет меньшую скорострельность. - Дополнительная атака: Устанавливает сошки на любой поверхности. |
| Гранатомётчик (Rocket)      | Стреляет взрывающимися ракетами, чей радиус поражения позволяет эффективно уничтожать снайперов и пулемётчиков. Пережившие взрыв на некоторое время оказываются оглушёнными.                                                          | - Дальнобойное оружие для борьбы со снайперами и пулемётчиками - Очень мощное, необходимо изготовиться перед выстрелом, уязвим во время изготовки - Дополнительная атака: Изготовка к выстрелу |

## Разработка
Летом 2008 года игра была портирована на движок Orange Box (Source Engine 14).

## Отзывы и продажи
| Сводный рейтинг | Сводный рейтинг |
| Агрегатор       | Оценка          |
| --------------- | --------------- |
| GameRankings    | 81,25 %         |

Игра получила преимущественно положительные отзывы. Сайт-агрегатор Metacritic показывает среднюю оценку 80/100 на платформе PC на основании 22 обзоров.
Летом 2018 года, благодаря уязвимости в защите Steam Web API, стало известно, что точное количество пользователей сервиса Steam, которые играли в игру хотя бы один раз, составляет 4 419 447 человек.